# Flemingsburg
La ville de Flemingsburg est le siège du comté de Fleming, dans l'État du Kentucky, aux États-Unis. Lors du recensement de 2000, sa population s’élevait à 3 010 habitants.